# Justicia a ciegas
Justicia a ciegas (título original: Blind Justice) es wéstern de televisión de 1994 dirigido por Richard Spence y protagonizada por Armand Assante, Elisabeth Shue y Robert Davi. Fue estrenado el 25 de junio de 1994 y fue también la primera película dirigida por Richard Spence.

## Argumento
En Estados Unidos, Canaan es un hombre que ha sobrevivido la guerra civil estadounidense. Aún así él ha recibido diferentes heridas que han causado a que haya perdido prácticamente la vista. Sin embargo, el hecho de estar casi ciego también le ha permitido desarrollar sus otros sentidos de tal forma que se ha convertido de esa manera en uno de los mejores pistoleros de la comarca.
En uno de sus viajes, Canaan se detiene en un pueblo que se encuentra a merced de una peligrosa banda de criminales. Gracias a sus habilidades será entonces la única esperanza para sus aterrorizados habitantes y Canaan no dudará a la hora de impartir su particular justicia ciega.

## Reparto
| Actor           | Personaje         |
| --------------- | ----------------- |
| Armand Assante  | Canaan            |
| Elisabeth Shue  | Caroline          |
| Robert Davi     | Alacran           |
| Adam Baldwin    | Sargento Hastings |
| Ian McElhinney  | Padre Malone      |
| Danny Nucci     | Roberto           |
| M. C. Gainey    | Bull              |
| Titus Welliver  | Sumner            |
| Jack Black      | Soldado raso      |
| Michael O'Neill | Spencer Heyman    |

## Recepción
Hoy en día la película ha sido valorada en portales cinematográficos. En IMDb, por ejemplo, con aproximadamente 1100 votos registrados, el largometraje obtiene una media ponderada de 5,7 sobre 10. En cuanto a Rotten Tomatoes, los más de 1000 votos registrados allí le dieron una valoración media de 3,1 de 5. También hay que mencionar, que en el periódico La Vanguardia el 44 % de los usuarios registrados le dan una valoración positiva a la película.